# Opel 9/10 PS
L'Opel 9/10 PS est une voiture de la catégorie familiale routière construite par Adam Opel KG de 1903 à 1906 pour succéder au modèle 12 PS.

## Historique et technologie
La prédécesseur, la 12 PS, était en grande partie la même que le modèle 10/12 PS encore en construction, elle était plus légère et plus rapide grâce à sa conception plus moderne avec le système Darracq, mais elle se vendit si mal que la production dû bientôt être arrêtée. Elle était trop chère et Opel a donc lancé un nouveau modèle avec un moteur plus faible qui coûtait 700 Reichsmark moins cher.
Le moteur était un moteur bicylindre en ligne d'une cylindrée de 1 885 cm³ (alésage × course = 100 mm × 120 mm). Cependant, il ne produisait que 9 ch (6,6 kW) à 1 200 tr/min. Le moteur à commande latérale avec tête en T était refroidi par eau. La puissance du moteur était transmise à l'essieu arrière via un embrayage à cône en cuir, une boîte de vitesses séquentiel à trois vitesses avec levier sur la colonne de direction et un arbre à cardan. La vitesse maximale de la voiture était de 50 km/h.
Le cadre était constitué de profilés en U en tôle d'acier. Le renfort en bois de la prédécesseur a été omis. Les deux essieux rigides étaient suspendus à des ressorts à lames longitudinaux semi-elliptiques. Le frein de service agissait sur l'arbre de sortie de la transmission. Le frein à main a été conçu comme un frein à bande agissant sur les roues arrière.
Il y avait deux styles de carrosserie, un phaéton à deux places et un tonneau à quatre places. Le coupé n'était plus proposé. La variante la moins chère (le phaéton) coûtait 6 500 Reichsmark.
En 1906, la construction de la 9/10 PS est arrêtée. Elle resta sans successeur.